# Orpailleur (album)
Pour les articles homonymes, voir Orpailleur.
Albums de Gaëtan Roussel
Ginger
(2010) Trafic
(2018)
Singles
1. Eolienne
Sortie : 2013
2. La simplicité
Sortie : 2013

Orpailleur est le deuxième album studio de Gaëtan Roussel, sorti le 30 septembre 2013. Le single Eolienne est paru avant l'album. Cet album est dans la continuité de l'album précédent de Gaëtan Roussel Ginger sorti 3 ans plus tôt. Sur Poésie, Gaëtan Roussel joue presque l'intégralité des instruments (sauf basse et cordes).

## Pistes
| 1.    | La Simplicité         | Gaëtan Roussel, Pierre-Dominique Burgaud | G. Roussel, Benjamin Lebeau           | 4:05 |
| 2.    | Éolienne              | G. Roussel, Burgaud                      | G. Roussel                            | 3:11 |
| 3.    | Par-dessus ton épaule | G. Roussel                               | G. Roussel, Joseph Dahan, B. Lebeau   | 3:40 |
| 4.    | Cha Cha Cha           | G. Roussel                               | G. Roussel, J. Dahan, B. Lebeau       | 2:57 |
| 5.    | Poésie                | G. Roussel, Burgaud                      | G. Roussel, J. Dahan                  | 3:40 |
| 6.    | Orpailleur            | G. Roussel, Burgaud                      | G. Roussel, B. Lebeau                 | 3:07 |
| 7.    | Matrice               | G. Roussel                               | G. Roussel, J. Dahan                  | 2:24 |
| 8.    | Hum Hum Hum           | G. Roussel                               | G. Roussel, Julien Delfaud, B. Lebeau | 4:01 |
| 9.    | Face aux étoiles      | G. Roussel                               | G. Roussel, J. Dahan                  | 3:14 |
| 10.   | We Will Be Strong     | G. Roussel                               | G. Roussel                            | 4:04 |
| 11.   | La Barbarie           | Burgaud                                  | G. Roussel                            | 2:42 |
| 37:07 |                       |                                          |                                       |      |

## Crédits
- Gaëtan Roussel : chant, guitare (2, 3, 4, 8, 9, 11), basse (10, 11), programmation (5, 7, 9, 10), claviers (3, 5)
- Joseph Dahan : basse (1, 2, 3, 4, 5, 7, 9), guitare (3, 7)
- Antoine Boistelle : batterie (1, 2, 6, 7, 9)
- Benjamen Lebeau : basse (2), programmations et synthétiseurs (1, 2, 3, 4, 6, 8, 9, 11)
- Johan Dalgaard : claviers (1, 2, 3, 4, 5, 7, 9), autoharpe (7)
- Vincent Taeger : percussion (3, 9)
- Julien Delfaud : MPC (4)
- Guillaume Brière : programmation additionnelle (2)
- DJ Pone : scratches (4)
- Chœurs : France Cartigny et Pauline Beckerich (1, 2, 3, 6), Everett Bradley (6, 9, 10), Joseph Dahan (4), Julien Delfaud (8)
- Cordes (1, 2, 5, 7, 8, 9, 10, 11) dirigées par Jérémie Arcache
- Enregistré et mixé par Julien Delfaud assisté d'Étienne Caylou au studio RDPC

## Classements et certifications
| Classement                   | Meilleure position |
| ---------------------------- | ------------------ |
| France (SNEP)                | 11                 |
| Belgique (Wallonie Ultratop) | 17                 |
| Suisse (Schweizer Hitparade) | 52                 |